# Dark Horse (álbum de George Harrison)
Dark Horse é um álbum de estúdio do cantor e compositor George Harrison, lançado em 1974, e notável por servir de prelúdio à única turnê que Harrison faria pela América do Norte.
Em 1974 ocorreu a separação entre George Harrison e Pattie Boyd, a qual trocou Harrison por Eric Clapton. A situação foi posteriormente parodiada em Dark Horse, com desenhos nas páginas interiores do álbum nas quais que se incluem os nomes de ambos. Assim mesmo, 1974 foi um ano em que Harrison se viu obrigado a planejar seu futuro como artista. Com uma nova mulher, Olivia Arias, e ao final de seu contrato com Apple Records, fundou a gravadora Dark Horse Records e firmou com a A&M Records para a distribuição dos discos. Quando finalmente seu contrato com a Apple expirou em 1976, Harrison se apoiou em seu próprio selo, finalmente distribuído por Warner Bros. Records devido a problemas com a gravadora anterior.
Com a iminente turnê atrasada para os dois meses seguintes, Harrison só esteve disponível no mês de setembro para gravar Dark Horse. Junto a George, Ringo Starr, Jim Keltner, Nicky Hopkins, Billy Preston e Eric Clapton, apesar dos problemas sentimentais deste último com sua última mulher, participaram no disco. As sessões de gravação, que tiveram lugar em seu estúdio pessoal de Henley-on-Thames, foram agravadas pelo desenvolvimento de uma laringite que transformou a voz de George em uma mais rouca.
Depois de gravar precipitadamente o tema que deu o título ao álbum, Dark Horse foi impresso e transportado às tendas em dezembro. Se bem que a música era mais animada com respeito a Living in the Material World e incluía bons trabalhos de guitarra, os críticos rebatizaram o álbum com o nome de "Dark Hoarse" (hoarse pode traduzir-se ao português como rouco/a), em referência a sua voz. Sem tempo para sanar a laringite, desenvolveu a turnê com uma voz lixa que suscitou as críticas incluindo os seus seguidores. As resenhas negativas se vieram somadas a sua impopular decisão de adicionar uma seção de música indie aos concertos, assim como a de interpretar a canção de The Beatles "In My Life" com uma adaptação filosófica da letra. Depois de concluir a turnê, Harrison se opôs durante muito tempo a sair novamente em turnê, até que em 1991 por circunstância fez dois concertos no Japão devido à insistência de Eric Clapton.
De forma surpreendente, e apesar das críticas, Dark Horse ascendeu até o posto #4 das listas estadunidenses e se converteu em disco de ouro, mas nas britânicas não entrou.
Em 1992, Dark Horse foi reeditado no formato CD.
| Críticas profissionais                                                      | Críticas profissionais |
| Avaliações da crítica                                                       | Avaliações da crítica  |
| Fonte                                                                       | Avaliação              |
| --------------------------------------------------------------------------- | ---------------------- |
| Allmusic                                                                    | [ 3 ]                  |
| Rolling Stone                                                               | (sem qualificação)     |
| Esta tabela precisa de ser acompanhada por texto em prosa. Consulte o guia. |                        |

## Lista de faixas
Todas as canções compostas por George Harrison exceto onde está escrito.
1. "Hari's on Tour (Express)" – 4:43
2. "Simply Shady" – 4:38
3. "So Sad" – 5:00
4. "Bye Bye Love" (Felice Bryant, Boudleaux Bryant, George Harrison) – 4:08
  - Versão irônica da canção de The Everly Brothers', de 1957, fazendo referência ao romance com sua primeira mulher, Pattie Boyd, com seu amigo Eric Clapton
5. "Māyā Love" – 4:24
6. "Ding Dong, Ding Dong" – 3:40
  - Canção de Harrison composta para o Ano Novo
7. "Dark Horse" – 3:54
8. "Far East Man" (George Harrison, Ron Wood) – 5:52
  - Uma versão de Ron Wood aparece em seu álbum 'I've Got My Own Álbum to Do'
9. "It Is "He" (Jai Sri Krishna)" – 4:50